# Februar 2011
Portal Geschichte | Portal Biografien | Aktuelle Ereignisse | Jahreskalender | Tagesartikel

◄ |
20. Jahrhundert |
21. Jahrhundert

◄ |
1980er |
1990er |
2000er |
2010er
| 2020er | 2030er | 2040er

◄ |
2007 |
2008 |
2009 |
2010 |
2011
| 2012 | 2013 | 2014 | 2015 | ►

◄ |
November 2010 |
Dezember 2010 |
Januar 2011 |
Februar 2011 |
März 2011 |
April 2011 |
Mai 2011 |
►
Dieser Artikel behandelt tagesbezogene Nachrichten und Ereignisse im Februar 2011.

## Tagesgeschehen

### Dienstag, 1. Februar 2011

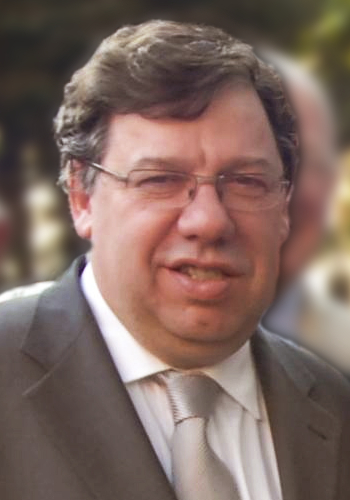
Brian Cowen (2008)

- Amman/Jordanien: König Abdullah II. entlässt nach Demonstrationen Ministerpräsident Samir ar-Rifaʿi und beauftragt Maruf al-Bachit mit der Bildung einer neuen Regierung.[1]
- Bern/Schweiz: Mit Inkrafttreten des «Lex-Duvalier»-Gesetzes können die in Banken des Landes befindlichen Vermögen von Diktatoren auf Verlangen der Staaten an die Bevölkerung zurückgegeben werden.[2]
- Brüssel / Belgien, Washington, D.C. / Vereinigte Staaten: Sechs Wochen nach der Präsidentschaftswahl verhängen die Europäische Union und die US-Regierung neue Sanktionen gegen Belarus.[3]
- Dublin/Irland: Ministerpräsident Brian Cowen verkündet das Ende seiner Regierung, anschließend löst sich das Parlament auf und macht den Weg für Neuwahlen frei, welche für den 25. Februar 2011 geplant sind.[4]
- Kairo/Ägypten: Präsident Husni Mubarak verkündet nach anhaltenden Protesten seinen Verzicht auf eine Kandidatur bei den im September 2011 geplanten Präsidentschaftswahlen.[5]

### Mittwoch, 2. Februar 2011
- Sanaa/Jemen: Nach anhaltenden Protesten verkündet Präsident Ali Abdullah Salih seinen Rücktritt bis zur für 2013 geplanten Präsidentschaftswahl.[6]
- Washington, D.C. / Vereinigte Staaten: Die NASA gibt bekannt, dass das Weltraumteleskop Kepler bisher 1.235 Planetenkandidaten entdeckte, davon 54 in habitablen Zonen.[7]

### Donnerstag, 3. Februar 2011

Logo der IANA

- Ankara/Türkei: Bei Explosionen in zwei Fabriken kommen mindestens 17 Menschen ums Leben und mehr als 40 weitere werden verletzt.[8]
- Kathmandu/Nepal: Das Parlament wählt Jhala Nath Khanal von der Kommunistischen Partei zum Ministerpräsidenten von Nepal.[9]
- Marina del Rey / Vereinigte Staaten: Die Internet Assigned Numbers Authority vergibt die letzten IP-Adressen nach dem IPv4-Standard.[10]
- Vatikanstadt: In einem Memorandum mahnen über 190 katholische Theologen aus Deutschland, Österreich und der Schweiz eine tiefgreifende Kirchenreform an und sprechen sich unter anderem für das Ende des Zölibats und für Frauen als Geistliche aus.[11]

### Freitag, 4. Februar 2011

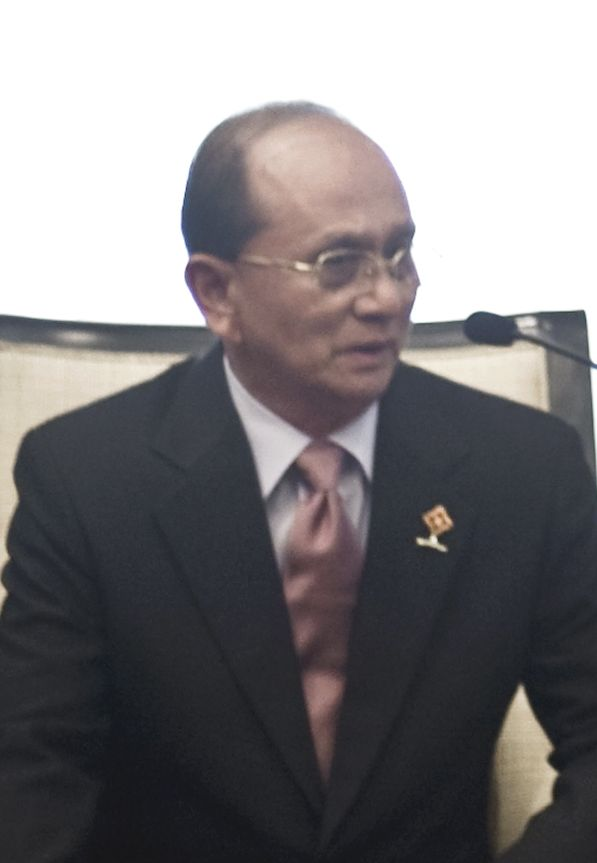
Thein Sein

- Naypyidaw/Myanmar: Ministerpräsident Thein Sein wird vom Parlament zum Staatspräsidenten gewählt.[12]

### Samstag, 5. Februar 2011
- Berlin/Deutschland: Bei der Verleihung der Goldenen Kamera werden u. a. der Fernsehfilm Zivilcourage und die beiden Schauspieler Anna Loos und Ulrich Tukur ausgezeichnet. Ehrenpreise erhalten der verstorbene Filmproduzent Bernd Eichinger, die Sportjournalistin Monica Lierhaus und der Schauspieler Armin Mueller-Stahl.[13]
- Kairo/Ägypten: Das Exekutivkomitee der regierenden Nationaldemokratischen Partei tritt geschlossen zurück während Husni Mubarak ihr Vorsitzender und Staatspräsident des Landes bleibt.[14]
- München/Deutschland: Mit dem Austausch der Ratifikationsurkunden durch US-Außenministerin Hillary Clinton und ihrem russischen Amtskollegen Sergei Lawrow auf der Münchner Sicherheitskonferenz tritt der New-START-Abrüstungsvertrag über die Abrüstung von Kernwaffen zwischen beiden Ländern in Kraft.[15]

### Sonntag, 6. Februar 2011

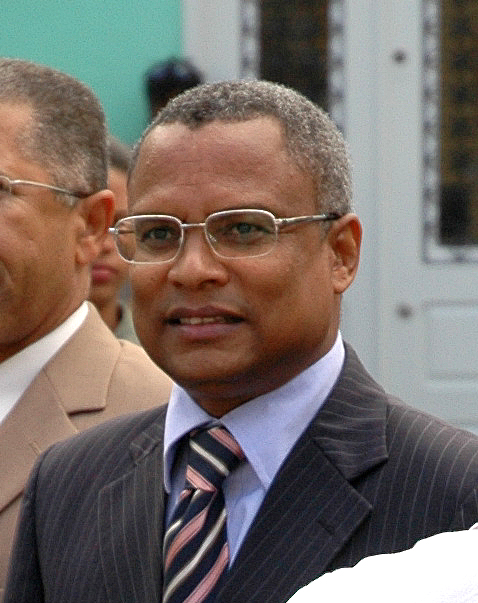
José Maria Neves

- Arlington / Vereinigte Staaten: Im Super Bowl XLV besiegen die Green Bay Packers die Pittsburgh Steelers mit 31:25 und gewinnen damit zum vierten Mal den Super Bowl und zum 13. Mal die NFL-Meisterschaft.[16]
- Praia/Kap Verde: Bei der Parlamentswahl gewinnt die PAICV von Ministerpräsident José Maria Neves mit 51 Prozent der Wählerstimmen.[17]

### Montag, 7. Februar 2011
- Abu Dhabi / Vereinigte Arabische Emirate: Tennisspieler Rafael Nadal und Skirennläuferin Lindsey Vonn werden als Weltsportler des Jahres ausgezeichnet.[18]
- Preah Vihear/Kambodscha: Im seit Jahrzehnten schwelenden Konflikt um die Tempelanlage Prasat Preah Vihear an der Grenze Kambodschas zu Thailand kommt es erneut zu Gefechten. Dabei verlieren mindestens fünf Menschen ihr Leben. Rund 15.000 Menschen befinden sich auf der Flucht.[19]

### Dienstag, 8. Februar 2011
- Grosny/Russland: Doku Umarow, der frühere Präsident der Tschetschenischen Republik Itschkeria, übernimmt die Verantwortung für den Terroranschlag am Flughafen Moskau-Domodedowo.[20]

### Mittwoch, 9. Februar 2011
- Stuttgart/Deutschland: Wegen der Umgehung des Landtags von Baden-Württemberg beim Rückkauf von Aktien des Energieversorgers EnBW im Dezember 2010 reichen die Oppositionsparteien SPD und Grüne Verfassungsklage gegen Ministerpräsident Stefan Mappus (CDU) ein.[21]

### Donnerstag, 10. Februar 2011

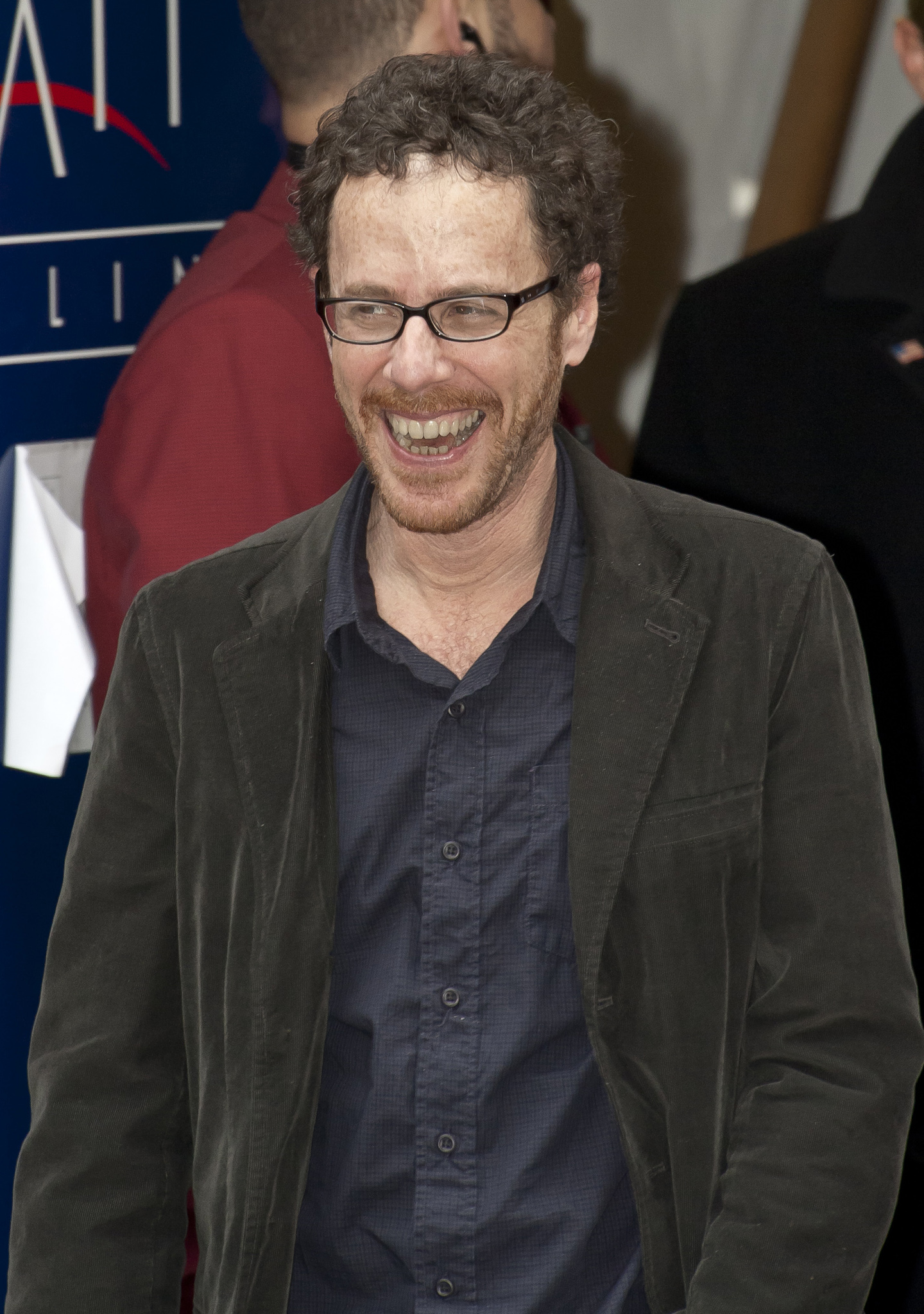
Ethan Coen

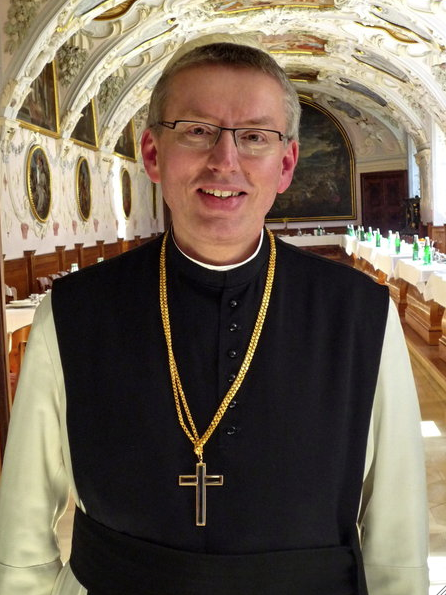
Maximilian Heim

- Berlin/Deutschland: Die 61. Internationalen Filmfestspiele Berlin werden mit dem Film True Grit der Regisseure Ethan und Joel Coen eröffnet.[22]
- Heiligenkreuz/Österreich: Maximilian Heim wird zum Abt des Zisterzienser-Stiftes Heiligenkreuz gewählt und löst somit den seit 1999 wirkenden Gregor Henckel-Donnersmarck ab.[23]
- Mardan/Pakistan: Bei einem Anschlag der Taliban kommen mindestens 31 Menschen ums Leben und mehr als 36 weitere werden verletzt.[24]
- Stuttgart/Deutschland: Das Landgericht verurteilt den Vater des Amokläufers von Winnenden unter anderem wegen fahrlässiger Tötung zu einer Freiheitsstrafe von einem Jahr und neun Monaten auf Bewährung.[25]
- Thimphu/Bhutan: Mehr als zwei Jahre nach den Anschlägen vom 26. November 2008 in Mumbai einigen sich die Atommächte Indien und Pakistan auf neue Friedensgespräche, in denen es unter anderem um den Kaschmir-Konflikt gehen soll.[26]

### Freitag, 11. Februar 2011
- Amsterdam/Niederlande: Das Portraitfoto einer verstümmelten jungen Afghanin von der südafrikanischen Fotografin Jodi Bieber wird als Pressefoto des Jahres ausgezeichnet.[27]
- Innsbruck/Österreich: Für seine Verdienste um die Befreiung Österreichs von der nationalsozialistischen Gewaltherrschaft wird dem Widerstandskämpfer Hubert Mayr postum das Ehrenzeichen verliehen.[28]
- Kairo/Ägypten: Nach tagelangen Protesten tritt Präsident Husni Mubarak von seinem Amt zurück.[29]

### Samstag, 12. Februar 2011
- Islamabad/Pakistan: Drei Jahre nach der Ermordung der Oppositionspolitikerin Benazir Bhutto erlässt ein Gericht einen Haftbefehl gegen den ehemaligen Präsidenten Pervez Musharraf.[30]
- Kandahar/Afghanistan: Bei einem Angriff der Taliban auf das Polizeihauptquartier kommen mindestens 19 Menschen ums Leben und mehr als 49 weitere werden verletzt.[31]
- Samarra/Irak: Bei einem Bombenanschlag auf schiitische Pilger kommen mindestens 48 Menschen ums Leben und mehr als 80 weitere werden verletzt.[32]

### Sonntag, 13. Februar 2011
- Bern/Schweiz: Die Eidgenössische Volksinitiative «Für den Schutz vor Waffengewalt» wird mit 56,3 Prozent der Stimmen abgelehnt; lediglich in sechs der 26 Kantone erhält die Vorlage eine Mehrheit.[33]
- Lampedusa/Italien: Angesichts des Ansturms tausender Migranten auf die Insel vor dem Hintergrund der Revolution in Tunesien wird der humanitäre Notstand ausgerufen.[34]
- London / Vereinigtes Königreich: Bei der Verleihung der British Academy Film Awards ist Tom Hoopers Historienfilm The King’s Speech mit sieben Auszeichnungen am erfolgreichsten.[35]
- Los Angeles / Vereinigte Staaten: Bei der Verleihung der Grammy Awards schneidet die US-amerikanische Country-Band Lady Antebellum mit fünf Preisen am erfolgreichsten ab.[36]
- N’Djamena/Tschad: Bei der Parlamentswahl gewinnt die Patriotische Wohlfahrtsbewegung (MPS) von Präsident Idriss Déby.[37]

### Montag, 14. Februar 2011

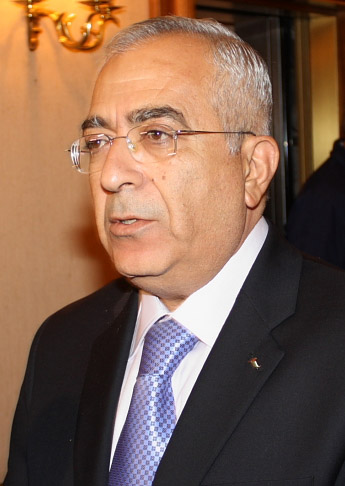
Salam Fayyad

- Ramallah/Palästinensische Autonomiegebiete: Die Übergangsregierung unter Ministerpräsident Salam Fayyad tritt geschlossen zurück.[38]
- Tegucigalpa/Honduras: Bei einem Flugzeugabsturz nahe der Hauptstadt kommen alle 14 Insassen ums Leben.[39]

### Dienstag, 15. Februar 2011

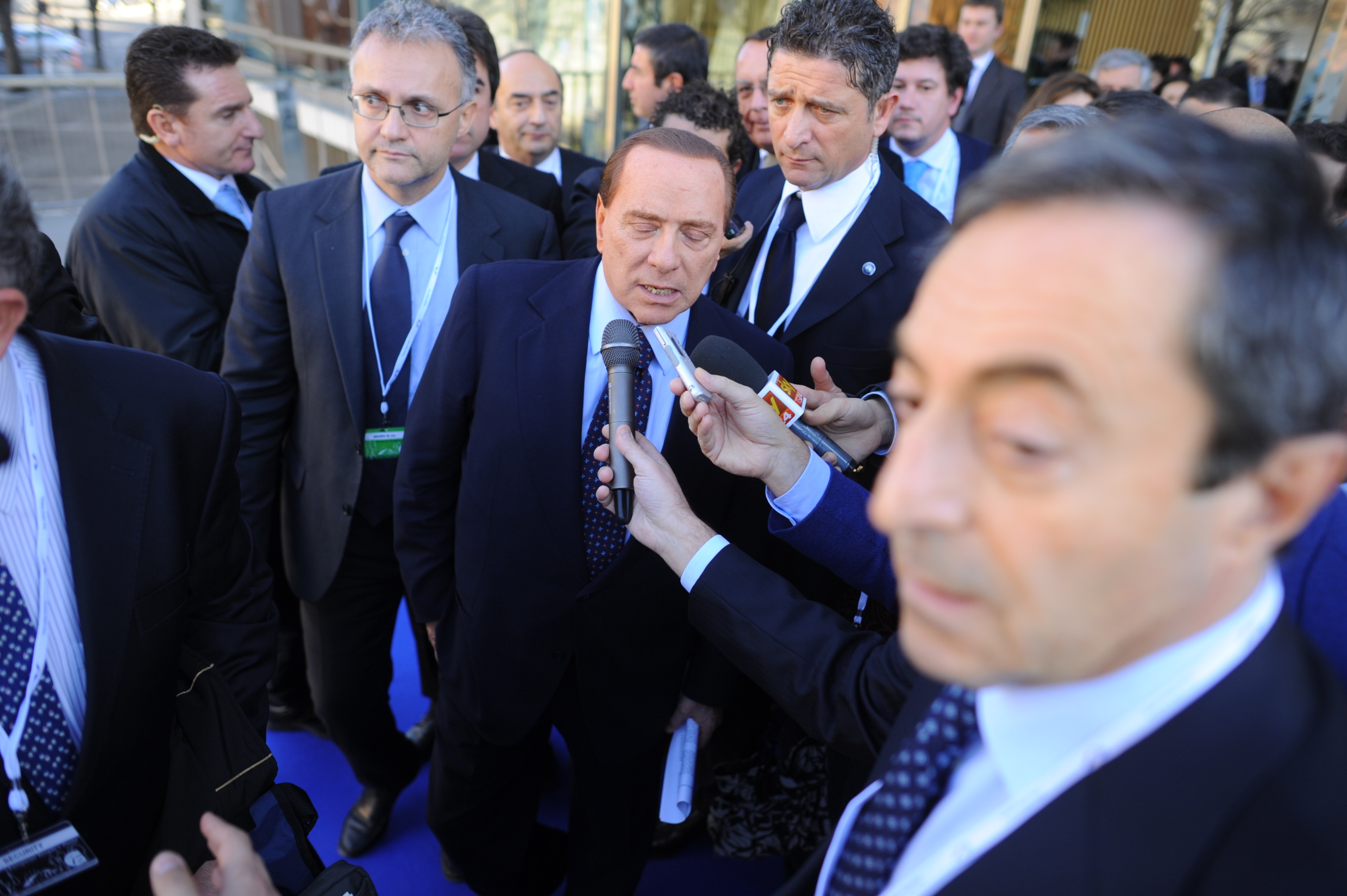
Silvio Berlusconi (Mitte)

- Frankfurt am Main/Deutschland: Die Deutsche Börse und der New Yorker Börsenbetreiber NYSE Euronext einigen sich auf eine Fusion, wodurch der mit einem Kapitalwert von etwa 26 Milliarden US-Dollar weltgrößte Handelsplatz für Wertpapiere entsteht.[40]
- Mailand/Italien: In der „Ruby-Affäre“ wird Ministerpräsident Silvio Berlusconi wegen Amtsmissbrauchs und des Umgangs mit minderjährigen Prostituierten angeklagt.[41]
- Washington, D.C. / Vereinigte Staaten: Die NASA gibt bekannt, dass die 1999 ins Weltall geschickte Sonde Stardust sich bis auf 181 Kilometer dem Kometen Tempel 1 genähert und Aufnahmen von dessen Oberfläche an die Erde gesandt hat.[42]

### Mittwoch, 16. Februar 2011
- Daressalam/Tansania: Bei mehreren Explosionen in einem Munitionslager kommen mindestens 25 Menschen ums Leben und mehr als 145 weitere werden verletzt.[43]
- Tripolis/Libyen: In verschiedenen Städten des Landes beginnen Demonstrationen gegen die Regierung unter Muammar al-Gaddafi.[44]
- Yorktown Heights / Vereinigte Staaten: Der von IBM entwickelte Supercomputer Watson besiegt in einer Simulation der Quizshow Jeopardy! zwei menschliche Gegner, unter ihnen Ken Jennings.[45]

### Donnerstag, 17. Februar 2011
- Manama/Bahrain: Bei der Niederschlagung von Demonstrationen durch die Polizei kommen drei Personen ums Leben.[46]

### Freitag, 18. Februar 2011
- Kampala/Uganda: Bei der Präsidentschaftswahl gewinnt Amtsinhaber Yoweri Museveni mit 68 Prozent der Wählerstimmen.[47]
- Tokio/Japan: Der japanische Minister für Landwirtschaft, Forst und Fischerei, Michihiko Kano, erklärt nach mehreren Störaktionen der Umweltschutzorganisation Sea Shepherd die diesjährige Walfangsaison in der Antarktis vorzeitig für beendet.[48]

### Samstag, 19. Februar 2011

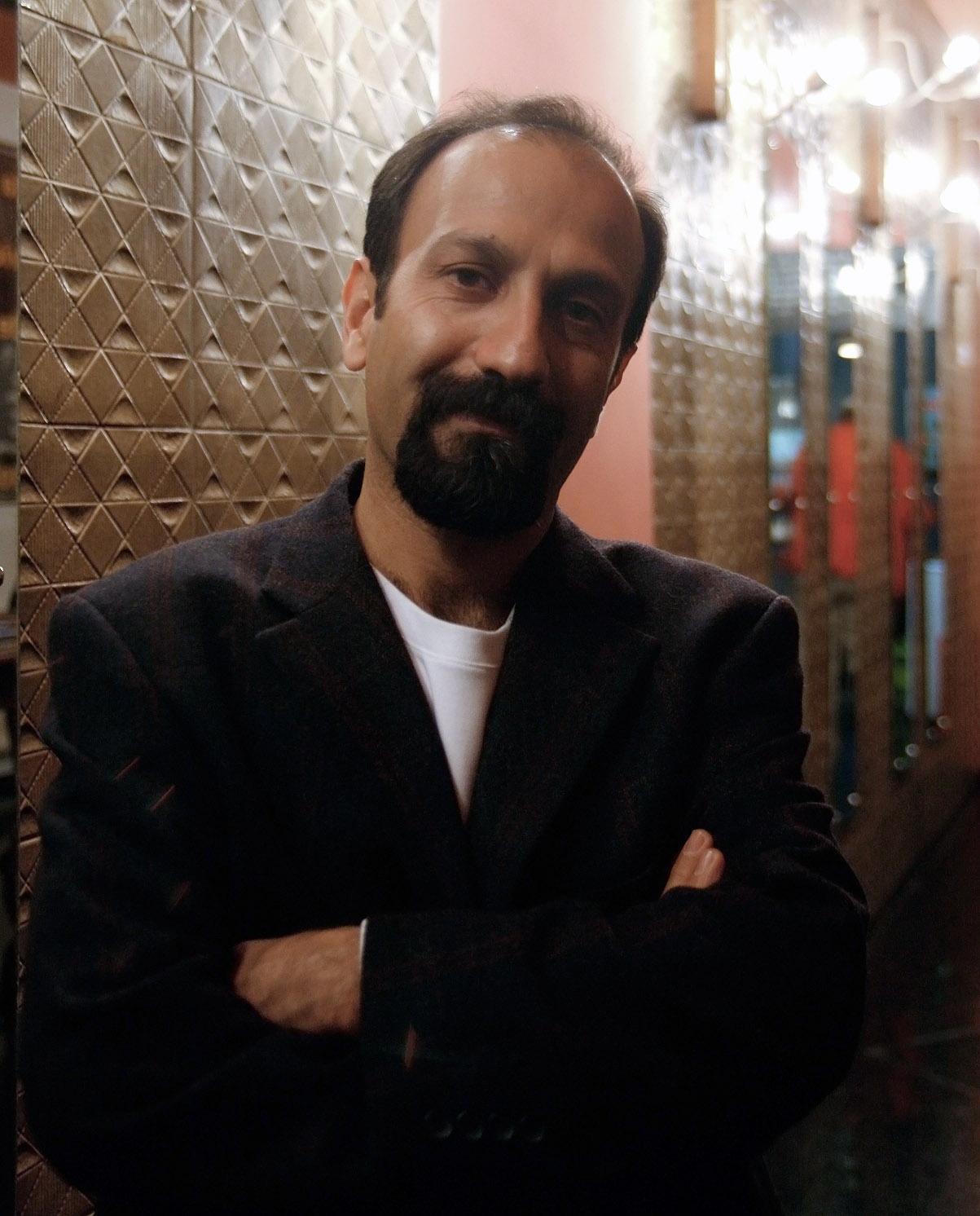
Asghar Farhadi

- Berlin/Deutschland: Nach mehr als viermonatiger Haft im Iran kehren zwei Journalisten der Zeitung Bild am Sonntag nach Deutschland zurück.[49]
- Berlin/Deutschland: Der Spielfilm Nader und Simin – Eine Trennung des iranischen Regisseurs Asghar Farhadi wird mit dem Goldenen Bären der 61. Internationalen Filmfestspiele ausgezeichnet.[50]
- Dschalalabad/Afghanistan: Bei der Erstürmung einer Bankfiliale durch Taliban kommen mindestens 38 Menschen ums Leben und mehr als 71 weitere werden verletzt.[51]
- Poltawa/Ukraine: Der stellvertretende Leiter des einzigen Kraftwerks des Gazastreifens, der gebürtige Jordanier Dirar Abu Sisi, wird auf einer Reise von Charkiw nach Kiew aus einem Zug entführt.[52]
- Dhaka/Bangladesch: Der zehnte Cricket World Cup beginnt.

### Sonntag, 20. Februar 2011

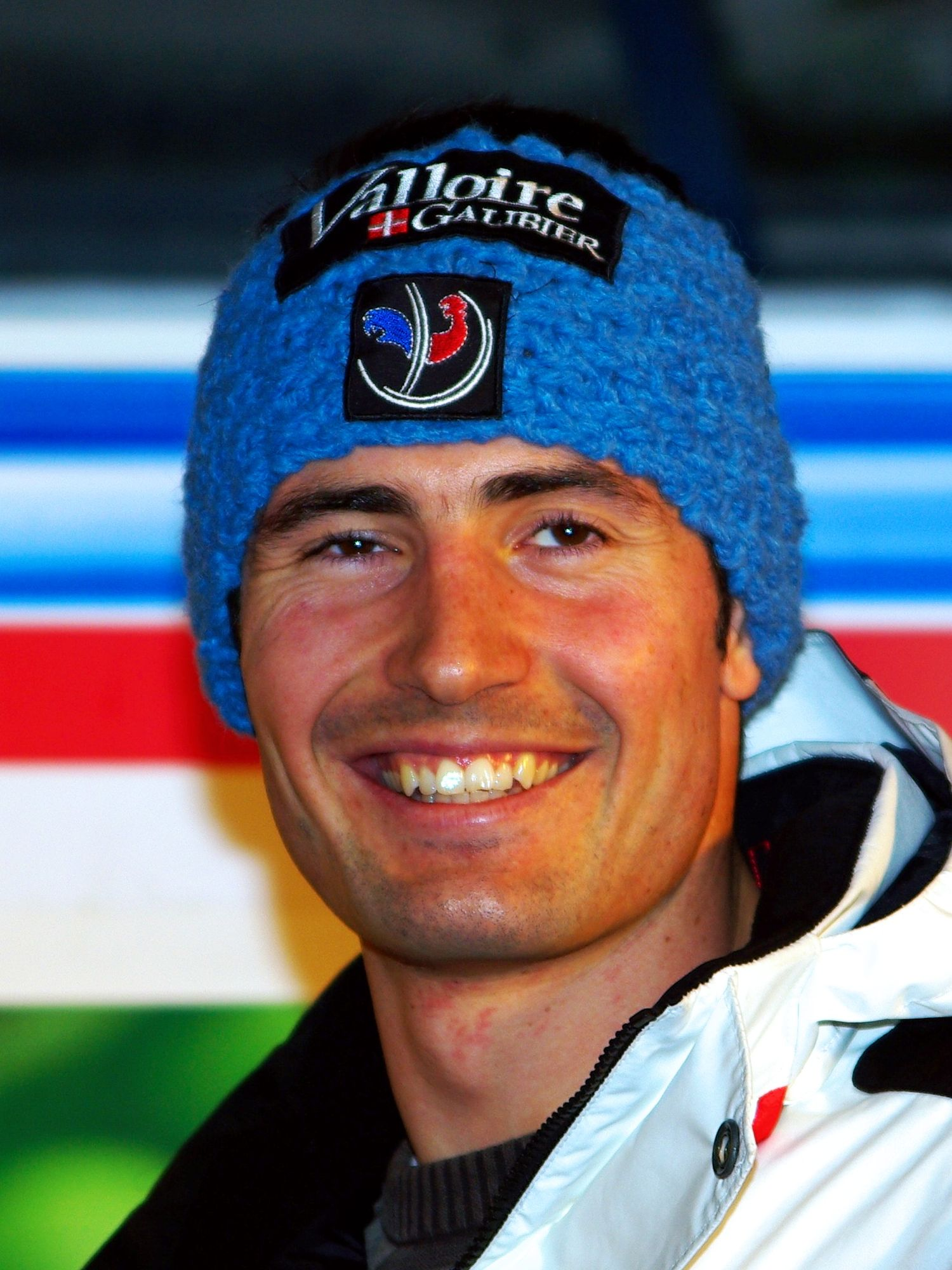
Jean-Baptiste Grange

- Berlin/Deutschland: Die Jury der 61. Internationalen Filmfestspiele Berlin zeichnet den Film Nader und Simin – Eine Trennung von Regisseur Asghar Farhadi als besten Beitrag des Festivals mit dem Goldenen Bären aus.[53]
- Garmisch-Partenkirchen/Deutschland: Zum Ende der 41. Alpinen Skiweltmeisterschaften gewinnt der Franzose Jean-Baptiste Grange den Slalom-Wettbewerb; erfolgreichste Nation mit vier Siegen ist Österreich.[54]
- Hamburg/Deutschland: Bei der Bürgerschaftswahl erreicht die SPD unter Spitzenkandidat Olaf Scholz mit 48,3 % der Stimmen die absolute Mehrheit. Die bislang regierenden Parteien CDU und Grüne kommen auf 21,9 % und 11,2 %. Die FDP mit 6,6 % und Die Linke mit 6,4 % schaffen ebenfalls den Einzug in die Bürgerschaft.[55][56]

### Montag, 21. Februar 2011
- Bamako/Mali: Bei einer Massenpanik im Gabriel-Toure-Stadion kommen mindestens 36 Menschen ums Leben und mehr als 112 weitere werden verletzt.[57]
- Kunduz/Afghanistan: Bei einem Selbstmordanschlag in einem Regierungsgebäude kommen mindestens 30 Menschen ums Leben und mehr als 40 weitere werden verletzt.[58]
- Tripolis/Libyen: Als Reaktion auf die anhaltenden Proteste lässt die Regierung unter Muammar al-Gaddafi Teile der Hauptstadt aus der Luft bombardieren. Seit Beginn der Unruhen sollen über 560 Menschen getötet worden sein.[59]

### Dienstag, 22. Februar 2011

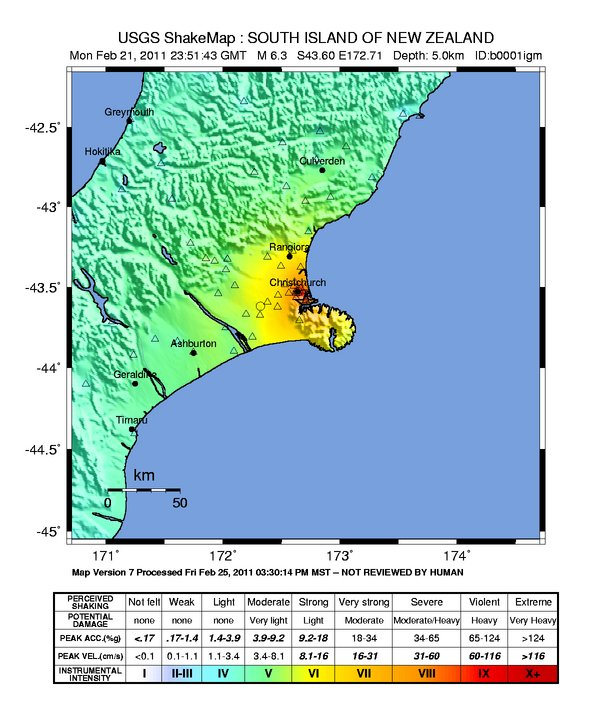
Schematische Darstellung des Erdbebens in Neuseeland

- Christchurch/Neuseeland: Bei einem Erdbeben der Stärke 6,3 Mw kommen über 200 Menschen ums Leben.[60]
- Priština/Kosovo: Das Parlament wählt den 59-jährigen Bauunternehmer Behgjet Pacolli mit knapper Mehrheit zum neuen Staatspräsidenten.[61]

### Mittwoch, 23. Februar 2011
- Bayreuth/Deutschland: Die Universität beschließt, den Doktorgrad von Bundesverteidigungsminister Karl-Theodor zu Guttenberg zurückzunehmen, da er in seiner Dissertation „in erheblichem Umfang“ gegen wissenschaftliche Pflichten verstoßen habe.[62]
- Oslo/Norwegen: Beginn der Nordischen Skiweltmeisterschaften[63]

### Donnerstag, 24. Februar 2011

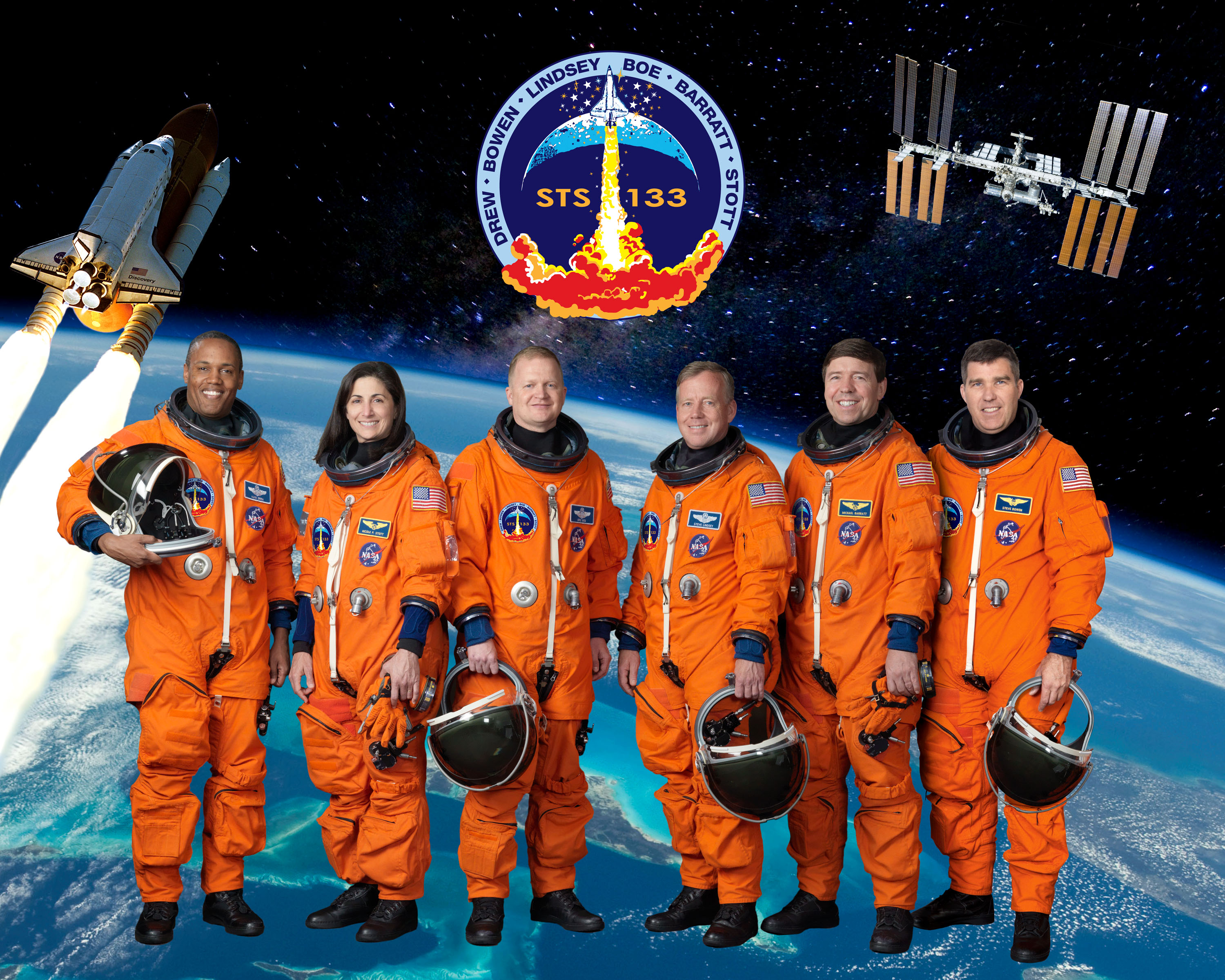
V. l. n. r.: Benjamin Drew, Nicole Stott, Eric Boe, Steven Lindsey, Michael Barratt, Steve Bowen

- Algier/Algerien: Präsident Abd al-Aziz Bouteflika hebt den seit 1992 geltenden Ausnahmezustand auf und erfüllt damit eine der Forderungen der Demonstranten.[64]
- Cape Canaveral / Vereinigte Staaten: Das Space Shuttle Discovery startet zu seiner letzten Mission STS-133 und bringt unter anderem den Robonaut 2 und ELC-4 zur ISS.[65] Der Einsatz wird am 9. März erfolgreich beendet.[66]

### Freitag, 25. Februar 2011
- Dublin/Irland: Bei der Parlamentswahl erlangt die Fine Gael 36,1 Prozent der Wählerstimmen, während die Irish Labour Party 19,4 Prozent und die Fianna Fáil 17,4 Prozent der Wählerstimmen erreicht, die Sinn Féin wird mit 9,9 Prozent viertstärkste Partei im Dáil Éireann.[67]
- Paris/Frankreich: Bei der Verleihung des Filmpreises César werden u. a. Xavier Beauvois’ Drama Von Menschen und Göttern als Bester Film und Roman Polański für Der Ghostwriter als Bester Regisseur ausgezeichnet.[68]

### Samstag, 26. Februar 2011
- Los Angeles / Vereinigte Staaten: Bei der Verleihung der Goldenen Himbeere werden der Film Die Legende von Aang und dessen Regisseur M. Night Shyamalan mit insgesamt fünf Auszeichnungen bedacht.[69]

### Sonntag, 27. Februar 2011

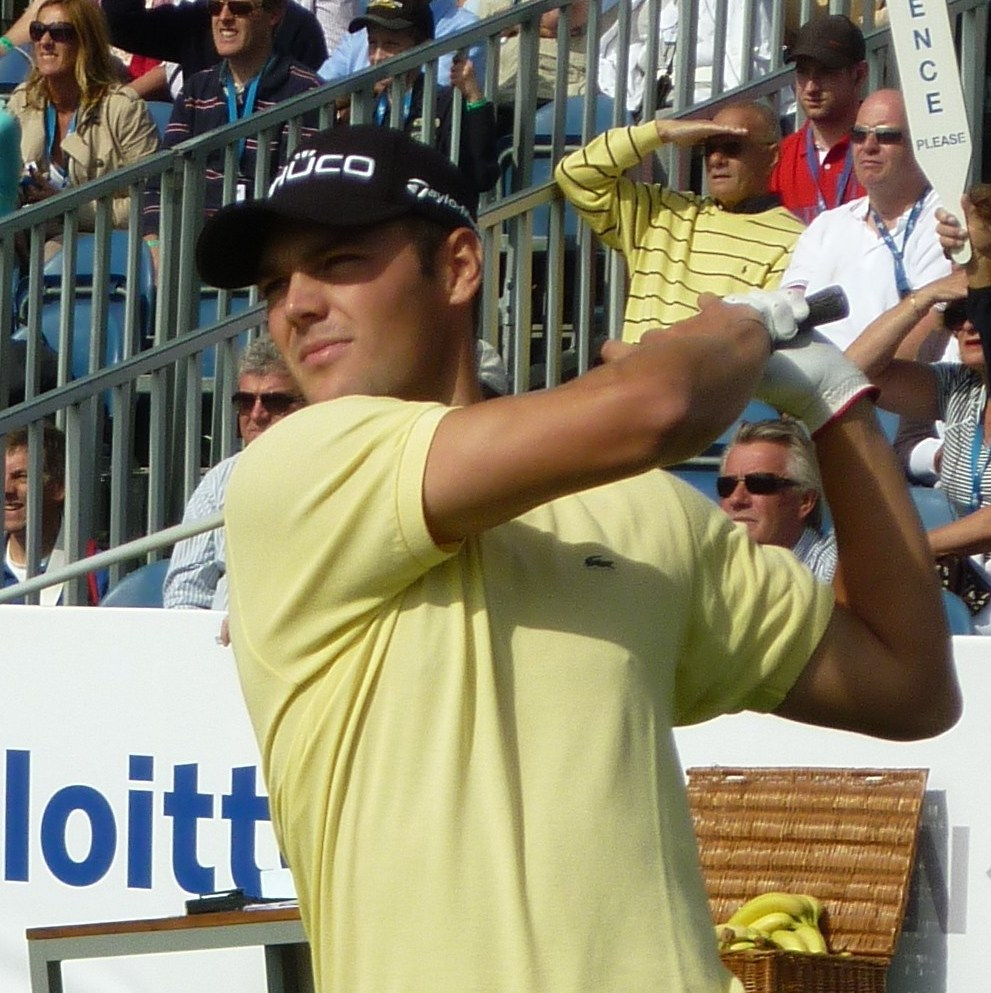
Martin Kaymer

- Los Angeles / Vereinigte Staaten: Bei der 83. Oscarverleihung wird u. a. das Historiendrama The King’s Speech von Tom Hooper als bester Film ausgezeichnet.[70]
- Marana / Vereinigte Staaten: Nach seinem Halbfinalsieg bei der WGC-Accenture Match Play Championship ist der deutsche Golfspieler Martin Kaymer neuer Weltranglistenerster.[71]
- New York / Vereinigte Staaten: Aufgrund der anhaltenden Gewalt in Libyen beschließt der Sicherheitsrat der Vereinten Nationen einstimmig Sanktionen gegen das Regime von Muammar al-Gaddafi.[72]
- Tunis/Tunesien: Nach heftigen Protesten gegen seine Übergangsregierung tritt Ministerpräsident Mohamed Ghannouchi, der als Verbündeter des gestürzten Präsidenten Zine el-Abidine Ben Ali gilt, von seinem Amt zurück. Ghannouchis Nachfolger wird Beji Caid Essebsi.[73]

## Weblinks

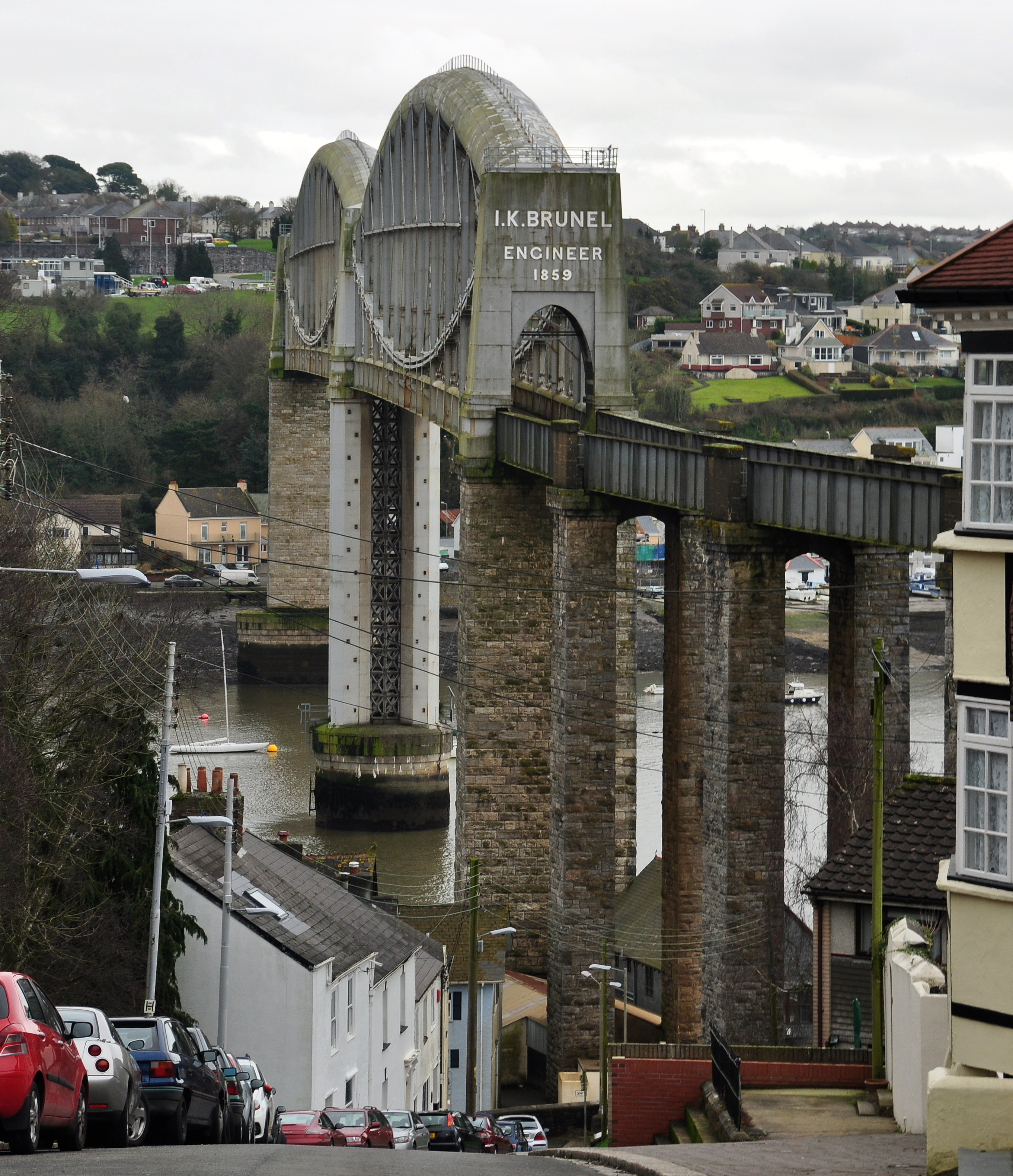
England im Februar 2011